# Бад-Шванберг
Бад-Шванберг (нем. Bad Schwanberg) — ярмарочная коммуна (нем. Marktgemeinde) в Австрии, в федеральной земле Штирия.
Входит в состав округа Дойчландсберг. Площадь общины составляет 124,25 км², население — 4520 человек (1 января 2021), плотность населения — 37 чел./км². Официальный код — 60349.

## Население
| Год  | Численность |
| ---- | ----------- |
| 1869 | 4158        |
| 1889 | 4462        |
| 1890 | 4213        |
| 1900 | 4405        |
| 1910 | 4370        |
| 1923 | 4432        |
| 1934 | 4726        |
| 1939 | 4580        |
| 1951 | 4804        |
| 1961 | 4670        |
| 1971 | 4765        |
| 1981 | 4854        |
| 1991 | 4992        |
| 2001 | 5008        |
| 2011 | 4789        |
| 2021 | 4520        |

## Политическая ситуация
Бургомистр коммуны — Karl Heinz Schuster (АНП) по результатам выборов 2005 года.
Совет представителей коммуны (нем. Gemeinderat) состоит из 21 мест.
- АНП занимает 14 мест.
- СДПА занимает 4 мест.
- АПС занимает 3 место.

## Известные уроженцы
- Герике, Вильгельм (1845—1925) — дирижёр и композитор.
- Нойвирт, Ольга (род. 1968) — композитор.
- Шенк, Самуэль Леопольд (1840—1902) — врач-эмбриолог.

## Фотографии

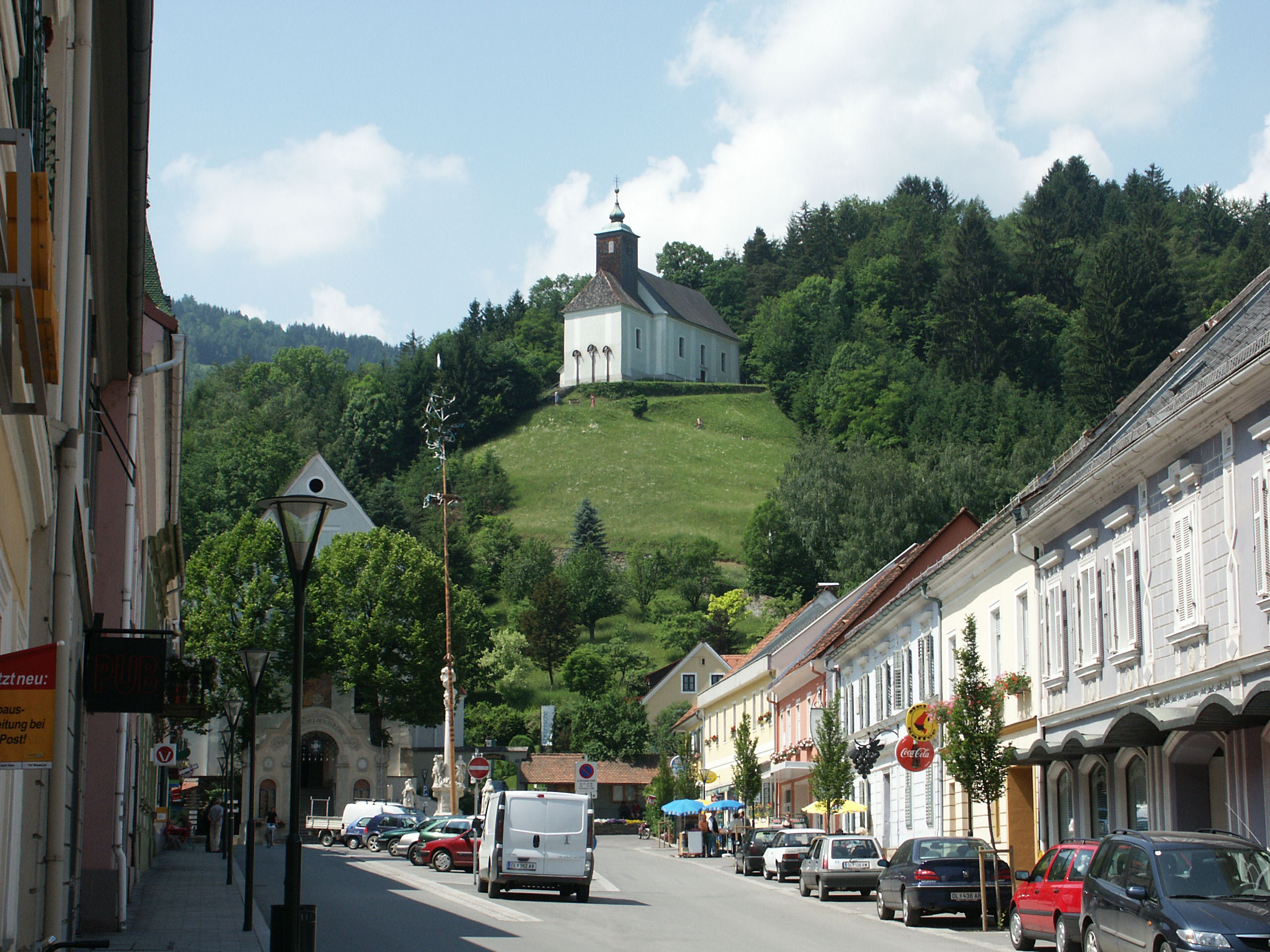
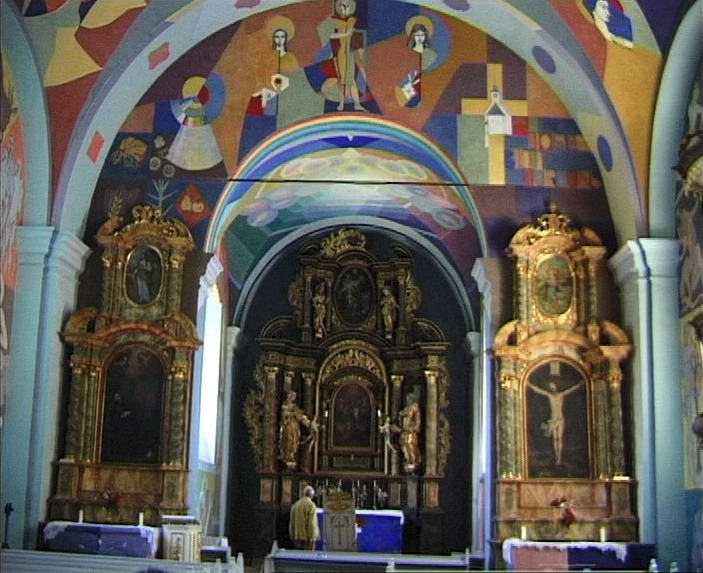
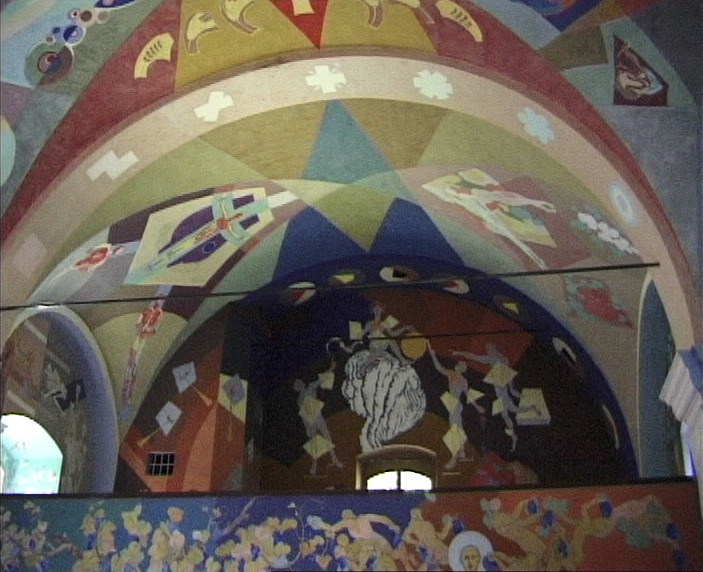